# Gouania longispicata
Gouania longispicata är en brakvedsväxtart som beskrevs av Adolf Engler. Gouania longispicata ingår i släktet Gouania och familjen brakvedsväxter. Inga underarter finns listade i Catalogue of Life.